# Кучерук Іван Митрофанович
Іва́н Митрофа́нович Кучеру́к (11 жовтня 1934 р. — 28 червня 2002 р.) — викладач фізики, кандидат фізико-математичних наук, професор, ректор Івано-Франківського педагогічного інституту імені Василя Стефаника (1982—1986 рр.).

## Життєпис
Народився 11 жовтня 1934 р. у селі Семенки Барського району Вінницької області в селянській родині. Батьки працювали в колгоспі. У 1946 р. закінчив Семенецьку початкову, а в 1952 р. — Барську середню школу. Після закінчення школи вступив на фізико-математичний факультет Вінницького педінституту імені М. Островського, який закінчив у 1956 р. До 1963 р. працював учителем фізики Чапаєвської середньої школи Бершадського району, заступником директора Дзвонихської середньої школи, директором Ворошилівської середньої школи. 1963—1964 рр. — аспірант Київського педагогічного інституту ім. Горького за спеціальністю «Теплофізика», водночас працював асистентом на кафедрі фізики Вінницького педінституту імені М. Островського.
У 1968 р. захистив дисертацію кандидата фізико-математичних наук, у 1868—1972 рр. — призначений старшим викладачем, доцентом (1970 р.), а в 1972—1974 рр. — завідувачем кафедри фізики Вінницького педінституту ім. М.Остовського. У 1976—1982 рр. — проректор з навчальної роботи цього інституту. У 1984 р. йому присвоєно звання професора.
У вересні 1982 р. І. М. Кучерук призначений ректором Івано-Франківського педагогічного інституту імені Василя Стефаника. Тут працював до 6 жовтня 1986 р., був звільнений у зв'язку з переведенням на посаду ректора Житомирського педінституту імені Івана Франка, який очолював до 2002 р.
Автор підручників та методичних матеріалів з фізики, праць у сфері теплофізики дисперсних систем.